# Седма влада Саве Грујића
Седма влада Саве Грујића је била влада Краљевине Србије од 14. марта до 30. априла 1906.

## Историја
Влада генерала Грујића од марта 1906. била је састављена само од самосталаца. Априла она је била замењена радикалском владом Николе Пашића.

## Чланови владе
| Функција                                        | Слика | Име и презиме      | Детаљи    |
| ----------------------------------------------- | ----- | ------------------ | --------- |
| Председник Министарског савета и Министар војни |       | Сава Грујић        |           |
| Министар иностраних дела                        |       | Василије Антонић   |           |
| Министар унутрашњих дела                        |       | Иван Павићевић     |           |
| Министар правде                                 |       | Драгутин Пећић     |           |
| Министар финансија                              |       | Владимир Тодоровић | заступник |
| Министар просвете и црквених дела               |       | Љубомир Стојановић |           |
| Министар грађевина                              |       | Владимир Тодоровић |           |
| Министар народне привреде                       |       | Милорад Драшковић  |           |